# Fulshear
Fulshear és una població dels Estats Units a l'estat de Texas. Segons el cens del 2000 tenia 716 habitants.

## Demografia
Segons el cens del 2000, Fulshear tenia 716 habitants, 251 habitatges, i 192 famílies. La densitat de població era de 33,9 habitants/km².
Dels 251 habitatges en un 39% hi vivien nens de menys de 18 anys, en un 62,9% hi vivien parelles casades, en un 11,6% dones solteres, i en un 23,5% no eren unitats familiars. En el 20,7% dels habitatges hi vivien persones soles el 6% de les quals corresponia a persones de 65 anys o més que vivien soles. El nombre mitjà de persones vivint en cada habitatge era de 2,85 i el nombre mitjà de persones que vivien en cada família era de 3,33.
Per edats la població es repartia de la següent manera: un 32,1% tenia menys de 18 anys, un 6,7% entre 18 i 24, un 27,4% entre 25 i 44, un 25,3% de 45 a 60 i un 8,5% 65 anys o més.
L'edat mediana era de 36 anys. Per cada 100 dones de 18 o més anys hi havia 96,8 homes.
La renda mediana per habitatge era de 44.375 $ i la renda mediana per família de 54.444 $. Els homes tenien una renda mediana de 40.893 $ mentre que les dones 36.563 $. La renda per capita de la població era de 19.489 $. Aproximadament el 15,6% de les famílies i el 22,8% de la població estaven per davall del llindar de pobresa.

## Poblacions més properes
El següent diagrama mostra les poblacions més properes.